# Vanua’aku Pati
Vanua’aku Pati (Übertragen: ~ Unser Land-Partei) ist eine politische Partei in Vanuatu.

## Geschichte
Die demokratisch-sozialistische Partei wurde am 17. August 1971 von Walter Lini als New Hebridean Cultural Association gegründet und noch im selben Jahr in New Hebrides National Party umbenannt. Sie war eine von zwei Parteien, die sich im Zuge der Unabhängigwerdung formierten. Während die NHNP von britischer Seite gefördert wurde, wurde die Union of New Hebrides Communities von französischen Interessen geleitet. Die NHNP gewann die Wahlen in den Neuen Hebriden 1975 und 1977 wurde sie umbenannt in „Vanua’aku Pati“. Die Partei gewann die Wahlen im Vorfeld der Unabhängigkeit 1979 und Lini wurde Chief Minister. Das Land wurde 1980 in die Unabhängigkeit entlassen und Lini wurde der erste Premierminister von Vanuatu, ein Amt, welches er bis 1991 ausübte. 1991 kam es zu einem Bruch der Partei und Lini gehörte zu denjenigen, welche die Partei verließen.
Nach den Wahlen 1991 verlor die Partei ihre Vorherrschaft in der Regierung. Trotzdem blieb die Partei einflussreich. Während des nächsten Jahrzehnts dienten unter anderem Donald Kalpokas und Edward Natapei als Parteimitglieder als Premierminister von Vanuatu. In den frühen 2000er Jahren; während die Partei 1998 noch 18 Sitze errang, waren es 2002 nur noch 14 und 2004 sogar nur noch 8, eine Niederlage, die den Premierminister Natapei zum Rücktritt veranlasste. Nach den Wahlen kam es zu einer erneuten Spaltung der Partei, da die Parteiführung sich weigerte die Koalitionsregierung von Serge Vohor anzuerkennen, während zwei Abgeordnete der Vanua’aku Pati die Regierung unterstützten und damit die Regierungsbildung ermöglichten. Nach einer Kontroverse über die diplomatische Anerkennung von Taiwan und China, vereinte sich die Vanua’aku Pati im Dezember 2004 wieder und betätigte sich gemeinsam bei der Absetzung von Vohor. Die Partei blieb einflussreich und war einer der wichtigsten Unterstützer der Regierung der National United Party von Walter Linis Bruder Ham Lini, welche von Dezember 2004 bis nach den Wahlen 2008 hielt. Nach einer Pause von der Regierungsbeteiligung kehrte die Partei im Juli 2007 in die Regierung zurück, als ihr Parteiführer, der ehemalige Premierminister Edward Natapei, stellvertretender Premierminister wurde. Die Partei hatte ein starkes Ergebnis in den Wahlen im September 2008 und errang 11 der 52 Sitze. Die Partei war damit die größte Partei im Parlament und Natapei konnte wieder Premierminister werden.
Nach zahlreichen Versuchen Natapei abzusetzen wurde er durch ein Misstrauensvotum am 2. Dezember 2010 abgesetzt und durch den Oppositionsführer Sato Kilman ersetzt. Natapei wurde allerdings am 16. Juni 2011 zeitweilig wieder eingesetzt, als der Supreme Court of Vanuatu entschied, dass Kilmans Wahl zum Premierminister verfassungswidrig gewesen sei. Eine Neuwahl wurde am 26. Juni durchgeführt, woraufhin Kilman wieder gewählt wurde.
Die Partei verlor drei Sitze in den Wahlen am 30. Oktober 2012; dennoch blieb sie die größte Einzelpartei im Parlament.
Bei den Wahlen 2016 verlor die Partei erneut zwei Sitze im Parlament (6 Sitze) und konnte 2020 nur einen leichten Zuwachs verzeichnen (7).

## Wahlergebnisse
| Wahl      | Stimmen                          | %                                | Mandate |
| --------- | -------------------------------- | -------------------------------- | ------- |
| Wahl 1975 | 27.978                           | 54,2                             | 17 / 29 |
| Wahl 1977 | Die Partei boykottierte die Wahl | Die Partei boykottierte die Wahl | 0 / 38  |
| Wahl 1979 | 28.636                           | 60,8                             | 25 / 39 |
| Wahl 1983 | 24.313                           | 55,0                             | 24 / 39 |
| Wahl 1987 | 26.617                           | 47,3                             | 26 / 46 |
| Wahl 1991 | 14.058                           | 22,6                             | 10 / 46 |
| Wahl 1995 | Wahlbündnis Unity Front a        | Wahlbündnis Unity Front a        | 13 / 50 |
| Wahl 1998 | 14.467                           | 21,0                             | 18 / 54 |
| Wahl 2002 | 13.509                           | 17,1                             | 14 / 52 |
| Wahl 2004 | 12.819                           | 13,9                             | 8 / 52  |
| Wahl 2008 | 15.479                           | 14,7                             | 11 / 52 |
| Wahl 2012 | 13.593                           | 11,3                             | 8 / 52  |
| Wahl 2016 | 13.463                           | 11,9                             | 6 / 52  |
| Wahl 2020 | 17.460                           | 12,1                             | 7 / 52  |
| Wahl 2022 | 20.511                           | 15,5                             | 7 / 52  |